# Левоша
Левоша — река в России, протекает по Порховскому району Псковской области. Длина реки — 24 км, площадь водосборного бассейна — 107 км².
Начинается из малого озера, лежащего у деревни Малая Горушка. Течёт в общем западном направлении через деревни Загрязье, Зори, Чур-Низ. Устье реки находится в 6 км по правому берегу реки Лиственки на высоте 69,4 метра над уровнем моря у деревни Загубниково.
- В 4 км от устья, по левому берегу реки впадает река Мутня[4].

## Данные водного реестра
По данным государственного водного реестра России относится к Балтийскому бассейновому округу, водохозяйственный участок реки — Великая. Относится к речному бассейну реки Нарва (российская часть бассейна).
Код объекта в государственном водном реестре — 01030000212102000029232.